# Akcijski potencial
Akcijski potencial je kratkotrajen prehoden preobrat membranskega potenciala vzdražne celice. Dražljaj povzroči depolarizacijo membrane, zaradi česar se spremeni mirovni membranski potencial preko membrane. Zmožnost celice, da sproži akcijski potencial, je osnovna lastnost vzdražnih celic (živčne in mišične celice), ki omogoča prenos impulza po živčnih celicah ter kontrakcijo mišičja.
Vzrok za pojav akcijskega potenciala je sprememba prepustnosti membrane za posamezne ione. Dražljaj povzroči odpiranje in zapiranje ustreznih ionskih kanalčkov, kar omogoči pretok ionov in spremembo membranskega potenciala. Da se akcijski potencial sproži, se mora membrana depolarizirati do določene pragovne vrednosti. Oblika in velikost akcijskega potenciala je za določeno celico značilna; akcijski potencial je torej neodvisen od jakosti in trajanja dražljaja; pomembno je le, da se membrana depolarizira do pragovne vrednosti. Ker je akcijski potencial neke celice vedno enak, pravimo da gre za odgovor vse ali nič - če je dražljaj pod pragom, se akcijski potencial ne pojavi, ko pa se doseže prag, se sproži akcijski potencial, ki je vedno enake oblike in velikosti. Spreminja se le frekvenca proženja akcijskih potencialov in zatorej se informacija kodira s frekvenco proženja.

## Potek spreminjanja potenciala
Večina celic izkazuje preko membrane napetostno razliko, ki je prisotna zaradi različne razporeditve ionov na obeh straneh membrane. Nevzburjene celice imajo preko membrane potencialno razliko, ki jo imenujemo mirovni membranski potencial in je v povprečju med −90 in −75 mV. Dražljaj, ki doseže določeno mesto na membrani, spremeni prepustnost membrane za ione in membranski potencial se posledično spremeni.
na Slovenskemtanku akcijskega potenciala razlikujemo 4 faze:
1. Začetna faza: Membrana se čedalje bolj depolarizira (membranski potencial postaja manj negativen) in ko depolarizacija doseže pragovno vrednost, ki je okoli −50 mV, se sproži akcijski potencial. Dražljaj, ki povzroči depolarizacijo je lahko motnja potenciala, ki se širi po membrani ali pa odpiranje natrijevih kanalčkov v kemični sinapsi.
2. Faza hitre depolarizacije: Ko se doseže pragovna vrednost, se membrana hipoma nadalje depolarizira in membranski potencial postane celo pozitiven, doseže vrednost 40 mV. Med hitro depolarizacijo se odprejo natrijevi kanalčki in vdor natrijevih ionov povzroči strmo naraščanje potenciala proti pozitivni vrednosti.
3. Faza repolarizacije: Kmalu po strmi depolarizaciji se membranski potencial začne vračati proti prvotni vrednosti. Natrijevi kanalčki se namreč v tej fazi zapirajo, kalijevi kanalčki, ki so se začeli odpirati kasneje, pa so v tej fazi v odprti. Izplavljanje kalijevih ionov povzroči vnovično padanje membranskega potenciala proti začetni negativni vrednosti.
4. Faza hiperpolarizacije: Preden se membranski potencial dokončno ustali na začetni vrednosti mirovnega membranskega potenciala je za nekaj časa celo bolj negativen kot na začetku. V tej fazi so vsi natrijevi kanalčki že zaprti, določen delež kalijevih pa je še vedno odprtih - iztok kalijevih ionov povzroči nadaljnjo padanje potenciala. Šele ko se zaprejo tudi vsi kalijevi kanalčki, se membranski potencial ustali pri vrednosti mirovnega membranskega potenciala.

## Neodzivna doba
Neodzivna ali refraktarna doba je čas po sprožitvi akcijskega potenciala, ko nov dražljaj ne more sprožiti novega akcijskega potenciala ali pa je potreben dražljaj večje jakosti. Do sredine faze repolarizacije (okoli 0,5 ms) se naslednji akcijski potencial ne sproži ne glede na jakost novega dražljaja – ta čas se imenuje absolutna refraktarna doba. Nato sledi perioda, ki traja do konca repolarizacije (okoli 3,5 ms), ko je za sprožitev novega akcijskega potenciala potreben dražljaj večje jakosti. To periodo imenujemo relativna refraktarna doba.
Refraktarna doba je posledica inaktiviranosti natrijevih kanalčov; po odprtju natrijevega kanalčka in ponovnem zaprtju je le-ta nekaj časa nezmožen ponovnega odprtja. V času absolutne neodzivne dobe je inaktiviranih preveč kanalčkov, da bi lahko nov dražljaj odprl kritično število kanalčkov, da bi se membrana depolarizirala do pragovne vrednosti. Med relativno refraktarno dobo je sicer dovolj natrijevih kanalčkov zopet aktivnih, vendar so nekateri še vedno inaktivirani - zato je potreben močnejši dražljaj, da se odpre dovoljšnje število kanalčkov.